# Xu Lili
Xu Lili, född den 18 februari 1988 i Binzhou, Kina, är en kinesisk judoutövare.
Hon tog OS-silver i damernas halv mellanvikt i samband med de olympiska judotävlingarna 2012 i London.